# Tataháza
Tataháza is een plaats (község) en gemeente in het Hongaarse comitaat Bács-Kiskun. Tataháza telt 1532 inwoners (2002).